# Dimona (stacja kolejowa)
Dimona (hebr.: דימונה) – stacja kolejowa w Dimonie, w Izraelu. Jest obsługiwana przez Rakewet Jisra’el.

Stacja znajduje się w południowo-zachodniej części Dimony. Dworzec jest przystosowany dla osób niepełnosprawnych.

## Połączenia
Pociągi z Dimony jadą do Beer Szewy.